# Napad na Pakrac 19. kolovoza 1991.
Napad na Pakrac 19. kolovoza 1991. bio je kombinirani, dugo pripremani, pješačko-artiljerijski napad pobunjenih Srba na Pakrac.
Nakon ožujka 1991. i prvog poraza velikosrpske politike u Pakracu pobunjenici su nastavili pobunu provođenjem specijalnog rata kao što su to činili još od 1990. godine. Najčešće su uznemiravali građane i provodili teror bacanjem eksplozivnih naprava ili miniranjima. Pakrački policajci su imali pune ruke posla pokušavajući spriječiti takva događanja. Iako su postojali rasporedi rada, radilo se po sedamnaest do dvadeset sati bez prekida, a odmora gotovo da nije ni bilo. Nakon ubojstva policajca Vlade Laučana 9. lipnja gotovo svi policajci srpske nacionalnosti otišli su na bolovanje ili godišnji odmor, a nekolicina je i dala otkaze. Da se situacija zaoštrava bilo je jasno već 16. kolovoza kada su četnici pucali po Papuku. Jedan policajac je rekao: "Znali smo da sve ide na puno gore i da ovaj put neće biti uzmaka kada su oni počeli pucati i po svojim radnim mjestima." 

## Uoči samog napada
Dodatno podizanje napetosti dan kasnije izazvalo je kretanje kolone vojnih vozila (u kojoj su bila 23 vojna vozila, uglavnom tenkova, 11 kamiona, 3 pinzgauera i jedan tenk nosač mosta) koja se iz Bjelovara uputila preko Pakraca i Lipika prema Okučanima gdje su te snage kasnije presudno utjecale na četničko osvajanje Okučana i okolice. U policiji su dobili zapovijed da kolonu zaustave pod svaku cijenu, ali je ona kasnije obustavljena jer za izvršenje nije bilo mogućnosti, a nova zapovijed je nalagala da se kolona prati i zaštiti te da se ne dopusti odvajanje dijelova kolone. Ona je uspješno izvršena, a veliku napetost je uzrokovao kvar na jednom tenku u Omanovcu i dugotrajno stajanje kolone. 
Već u jutarnjim satima 18. kolovoza četnici su počeli s pripremama napada i postavili su barikade na Zukvi, u Kukunjevcu i u Šokačkim Kusonjama. Na tim barikadama je oteto više građana koji su završili u četničkom logoru smrti Bučje, a među njima je bio i tadašnji predsjednik HDZ-a općine Pakrac, dr. Ivan Šreter. Policija je prema dojavama građana znala za barikade, ali zbog sigurnosti nije izlazila izvan grada. Na dojave građana da su u kućama i stanovima u susjedstvu nepoznati ljudi, policajci su neprestano išli u provjere, ali nikoga u tim objektima nisu nalazili te se dojave pripisuju dobro organiziranim četničkim doušničkim vezama. Javljali su i da se u istočnom dijelu grada, Pakračkim Vinogradima, postavljaju minobacači te o učestaloj pucnjavi u Šeovici, što policajci također nisu, zbog sigurnosnih razloga, mogli provjeriti. Sve do noći s 18. na 19. kolovoza policija je noću postaju i gradove čuvala s dva prstena obrane. Prvi prsten su činile policijske straže koje su se sastojale od dva ili tri čovjeka koji su bili postavljeni ispred postaje, u zgradi općine, ispred projektnog biroa, na tržnici, pilani, tzv. gateru u Prolazu baruna Trenka i u dvije zgrade u Ulici Matice hrvatske. Drugi prsten činili su sigurnosni punktovi na Krndiji, brdu iznad Česme, u Ulici Stanka Grabrića, na bolnici, ciglani u Filipovcu i u Dobrovcu na raskrižju. Prvi prsten osiguravali su samo djelatni policajci uz pomoć kolega iz Bjelovara, dok su na nekim od punktova drugog prstena uz policajce dežurali i dragovoljci, tada civili. Vjerojatno je zapovjedništvo policije imalo dojavu ili predvidjelo četnički napad i iz kojeg će on smjera krenuti jer su tijekom noći s 18. na 19. kolovoza policajci s punktova na brdu iznad Česme i iz Ulice Matice hrvatske i Ulice Stanka Grabrića povučeni u postaju. 
Prvo je noćni mir narušila iznimno snažna detonacija između Dobrovca i Lipika u 02,30, a uzrok joj je vjerojatno bilo avionsko raketiranje. Već u 03,00 počeo je napad na policijsku postaju u Daruvaru iz koje su od pakračke postaje zatražili pomoć, ali u Pakracu su dobro pretpostavili da i oni vrlo brzo mogu očekivati napad te nisu uputili snage prema Daruvaru. Pomoć daruvarskim policajcima ponudili su dragovoljci iz Badljevine, ali su i oni vrlo brzo napadnuti.

## Napad
Izravni napad počeo je u točno 05,00 minobacačkom paljbom po sjevernom dijelu grada Krndiji, selu Prekopakri, ciglani u Filipovcu i po Dobrovcu. Četnici su očito dobro znali koja mjesta treba tući. Posebno su gađali raskrižja, ali su uglavnom promašivali. U to vrijeme u postaji je bilo svega dvadesetak policajaca, a na ostalim položajima prvog prstena obrane još samo dvanaest pa su pozvani svi koji su bili na odmoru da se jave u postaju i priključe obrani. Očekivao se i pješački napad koji je uslijedio u 07,00. Prvi su četnike ugledali dva policajca koji su bili kod projektnog biroa i dojavili da je, prema njihovoj procjeni, kod pravoslavne crkve okupljeno bar tristotinjak naoružanih "rezervista". Zgrada općine i policijske postaje tada su se našle na udaru vrlo žestoke paljbe iz svih vrsta pješačkog naoružanja. Iz napadnutih objekata branitelji nisu uzvraćali vatru jer nisu htjeli trošiti streljivo s obzirom na to da nisu imali sigurne ciljeve, a dva policajca kod biroa koji su jedini dobro vidjeli četnike nisu se usudili pucati jer se u tom slučaju nikako ne bi mogli izvući prema postaji što bi značilo njihovo sigurnu smrt. Napadi su dolazili u valovima. Prvo je trajala dugotrajna žestoka paljba, zatim kratkotrajno petnaestominutno zatišje i ponovo jaka paljba. U 08,30 napadi su pojačani tromblonskim minama i raketama iz ručnih bacača, a dio projektila nije detonirao jer su četnici u žurbi i neznanju zaboravljali s projektila izvaditi osigurače. Nekako u to vrijeme branitelji su počeli uzvraćati paljbu, ali sa svega metkom ili dva jer je svaki u postaji imao samo tri stotine metaka, a oni koji su bili izvan postaje upola manje.

## Organizacija obrane
Istovremeno je u Prekopakri pokrenuta potpuna organizacija obrane. U zgradi škole osnovan je Krizni štab, a šumarijskim traktorima su zapriječeni ulazi u selo i organizirana je neophodna obrana. Branitelji su raspolagali sa samo desetak automatskih pušaka, dvostrukim brojem poluautomatskih i lovačkim oružjem. Osim u Prekopakri, obrana je organizirana i na Novom Majuru i Starom Majuru, što je braniteljima Prekopakre bar s jedne strane davalo sigurnost. Prvi sukob s četnicima Prekopakrani su imali već u 08,30 u ulici Pihirov sokak kada se tuda pokušala probiti skupina napadača koja je spriječena jakom paljbom. U dogovoru s policijom iz Prekopakre je uzvraćena je paljba i prema jugoistočnom dijelu grada, Gavrinici, i istočnom, Pakračkim Vinogradima. Automatskim naoružanjem pucalo se s jednog mjesta i onda se brzo prenosilo na drugo s ciljem stvaranja dojma da u Prekopakri ima mnogo oružja. Iako je udaljenost bila velika uspjeli su rastjerati kolonu napadača koja je napadala iz smjera crkvice Svetog Vida u Pakračkim Vinogradima.
Pješački napadi na policijsku postaju nastavljeni su cijelo dopodne, a braniteljima se priključio i jedan civil dragovoljac, Dubravko Lokinger, koji se pod vatrom probio do postaje i stavio na raspolaganje sa svojom starom automatskom puškom thompson. Osim kod postaje, pucalo se iz više kuća u gradu, o čemu su policiju izvještavali brojni građani i na taj način doprinosili obrani grada. Najžešći napad počeo je u 12,30 kada su četnici svim silama pokušali zauzimanje, a pola sata kasnije policajac Leko Slijepčević ranjen je gelerima rakete ručnog bacača ispaljene na postaju iz zgrade koja je bila na mjestu današnje "uglovnice". Zapovjedništvo obrane tada je odlučilo zavarati neprijatelje i na taj način spriječiti napade. radio vezom koju su mogli čuti i četnici ponavljali su pitanje policajcima koji su bili u vanjskom prstenu dolaze li u pomoć, a oni su javljali da ih s Krndije stiže 200 naoružanih, iz Prekopakre 300 stotine, a isto toliko iz Dobrovca. Ratna varka je uspjela i napad je oslabio oko 13,30. Zapovjedništvo obrane je tada raspravilo i o eventualnom proboju i povlačenju iz postaje, ali se odlučilo za obranu do kraja. Predaja nije dolazila u obzir. 
Iz Prekopakre je oko 13,00 u proboj krenulo dvadesetak branitelja preko ulice Pihirov sokak prema bolnici s ciljem izvlačenja ranjenika. Naišli su na jaki otpor četnika koji su pucali iz dvije kuće, tako da su tek oko 17,00 uspjeli doći do Ulice Matije Gupca, a tada je izdana zapovijed za povratak na početne položaje zbog dolaska specijalnih postrojbi. 
Napadi na postaju ponovo su intenzivirani u 16,30 i tada su napadači uspjeli polučiti jedini uspjeh toga dana. Četiri policajca koji su bili u zgradi općine morali su se povući prema zgradi tržnice zbog žestokog napada ručnim bombama i raketnim bacačima i zbog toga što su došli u poluokruženje višestruko brojnijeg neprijatelja. Pobunjenički zapovjednici pozivali su branitelje na predaju i "garantovali bezbednost", a ispred pravoslavne crkve su brojni Srbi već proslavljali pobjedu plešući kolo i pjevajući o klanju Hrvata.

## Dolazak pojačanja
Snage specijalne policije iz Zagreba, Bjelovara i Kutine stigle su u Prekopakru oko 18,30, a prije toga su razbile četnike u Gornjoj Obriježi i Batinjanima te zarobila minobacače kojima je Prekopakra gađana od 09,00. Dočekani su sa suzama radosnicama i velikim veseljem. Odmah su im se priključili domaći dragovoljci i kao vodiči ih poveli prema gradu u tri smjera: ulicom Rehakov sokak, preko rampe i preko Krndije. U selu je organizirana i priručna kirurška ambulanta u kojoj su kasnije zbrinjavani ranjeni specijalci, njih čak dvadeset i dvojica. Prvi žestoki sukob specijalci su imali kod Malog mosta gdje su ručnim bacačem uspjeli razbiti četničko mitraljesko gnijezdo koje je do tada zaprječavalo prijelaz preko mostova. Neposredno prije toga svi su branitelji postaje iz prvog prstena obrane na zapovijed se povukli u zgradu postaje kako bi specijalci mogli nesmetano djelovati i da ne bi došlo do međusobnih okršaja. Specijalci su nezadrživo krenuli u daljnje borbe po gradskim ulicama i natjerali četnike u paničan bijeg. U tom bezglavom bijegu mnogi su odbacivali oružje te su ga zarobljene velike količine. Dio specijalaca krenuo je u odlučan progon neprijatelja, a dio je napao policijsku stanicu jer im je netko dojavio da su ju zauzeli "martićevci". Branitelji su im preko radio veze poručili da prestanu s napadom, ali on je prestao tek kad su specijalci koji su bili u borbenom oklopnom vozilu došli do zgrade projektnog biroa i na postaji vidjeli hrvatski barjak. Tek tada su hrabri pakrački branitelji mogli odahnuti i početi se istinski veseliti pobjedi. Sukobi s pobunjenicima u Pakracu i vinogradima nastavljeni su cijele noći i pobjeda je bila potpuna. Već 20. kolovoza uspostavljen je novi sustav obrane grada koje je uspješno djelovao u kasnijim borbama.

## Također pogledajte
- Bitka za Pakrac
- Pokolj u Kusonjama 8. rujna 1991.
- Evakuacija bolnice u Pakracu
- Bitka za Batinjane
- Operacija Orada
- Operacija Alfa
- Stjepan Širac
- Ibrahim Abushaala – "Gadafi"
- Marijan Kulhavi – Foka

## Vanjske poveznice
- YouTube: Napad na Pakrac 19.08.1991.